# Norrö
Norrö est une localité de Suède dans la commune d'Österåker située dans le comté de Stockholm.
Sa population était de 246 habitants en 2019.